# Breda Ba.25
Breda Ba.25 — итальянский двухместный учебный биплан, разработанный и выпускавшийся компанией Breda. Самый массовый итальянский самолёт первоначального обучения 1930-х годов.

## История
Биплан Ba.25 был развитием предыдущей модели, Ba.19. Он был изначально спроектирован как одноместный, но позже прототип был переделан. Испытания двухместного варианта прошли успешно, и в конце 1931 года итальянские королевские ВВС заказали серию из 100 учебных самолётов. Выполнение заказа было завершено к 1935 году, но спрос на самолёт лишь увеличился, и к концу 1938 года для ВВС было выпущено 719 машин. Кроме того, некоторое количество Ba.25 и его модификаций с различными двигателями, такими как Alfa Romeo Lynx или Walter Castor, было произведено на экспорт или для частных владельцев.
На основе Ba.25 была разработана модификация с более мощным 365-сильным радиальным двигателем Piaggio Stella P.VII Z и элеронами на верхнем крыле Ba.28. В июне 1936 года его прототип был показан на авиасалоне в Венеции. В том же году ВВС Италии заказали серию из 50 машин. За время эксплуатации в лётных школах Ba.28 показал себя не самым лучшим образом: его управляемость была хуже, чем у предшественника. Однако заказы на этот тип поступали из-за границы. На экспорт Ba.28 поставлялся в следующие страны: Афганистан (2 самолёта), Китай (18), Норвегия (6), Австрия (12) и Испания (6).
Из общего числа выпущенных самолётов, миланская компания Breda произвела 304, C.N.A. из Рима ещё 180, и наконец SAI в Пассиньяно — 355 машин.

## Применение
Ba.25 оставался на вооружении итальянских ВВС и во время Второй мировой войны. Часть самолётов была захвачена и передана Союзникам. Парагвай купил четыре Breda Ba.25, один из них Ba.25Idro. Они использовались в качестве учебных с 1939 по 1945 годы.

## Модификации

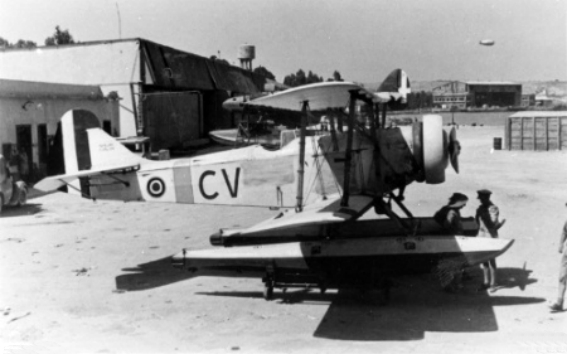
Ba.25 в варианте поплавкового гидроплана.

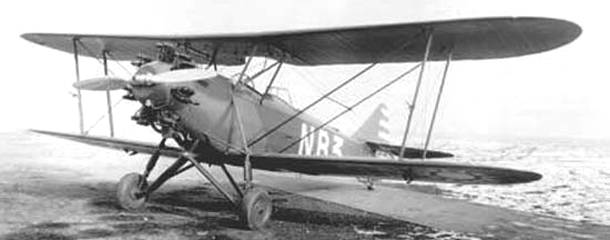
Ba.28 ВВС Китайской Республики.

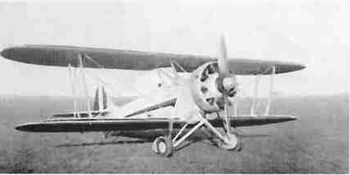
Ba.28

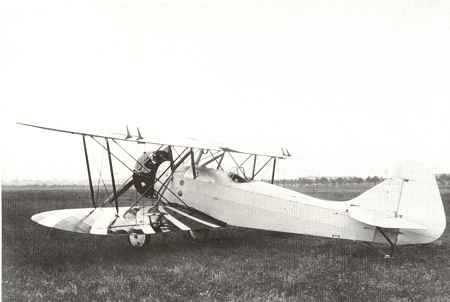
Ba.28 перед нанесением опознавательных знаков, вероятно сразу после выпуска с завода.

Ba.25
Основная серийная модификация
Ba.25/Lynx
двигатель Alfa Romeo Lynx (200 л. с. / 149 кВт).
Ba.25/D.2
двигатель Alfa Romeo D2 (240 л. с. / 179 кВт).
Ba.25/Mezzo-Asso
двигатель Isotta-Fraschini Asso 200 (220 л. с. / 164 кВт).
Ba.25 Ridotto
пилотажная модификация с уменьшенным размахом крыльев.
Ba.25-I (I — Idro)
поплавковый гидроплан (построено 42, в том числе 1 для Парагвая)
Ba.26
прототип: увеличенный размах крыльев, двигатель Walter NZ 120, единственный экземпляр.
Ba.28
экспортная модификация с двигателем Piaggio Stella P.VII (лицензионной версией Gnome-Rhône 7K); поставлялся в том числе в Норвегию, Китай и Эфиопию.

## Эксплуатанты
Италия
- Regia Aeronautica
- Легионерская авиация
- Aeronautica Cobelligerante Italiana

 Итальянская социальная республика
- Республиканская Национальная Авиация

 Королевство Афганистан
- ВВС Афганистана 2 самолёта

 Австрия
- Kommando Luftstreitkräfte 12 самолётов

 Боливия
- ВВС Боливии 6 самолётов (1939)

 Китайская Республика
- ВВС Китайской Республики 18 самолётов

 Эквадор
- ВВС Эквадора

 Королевство Эфиопия
- ВВС Эфиопии

 Королевство Венгрия
- ВВС Венгрии 3 самолёта

 Норвегия
- Воздушные Силы армии Норвегии (1926—1940): 6 самолётов

 Парагвай
- ВВС Парагвая 3 Ba.25.
- авиация флота Парагвая 1 Ba.25 Idro.

 Испания
- ВВС Испании 6 самолётов

## Тактико-технические характеристики (Ba.25)
Источник данных: 

Технические характеристики
- Экипаж: 2
- Длина: 7,80 м (Breda 25 Idro – 9,1 м)
- Размах крыла: 9,98 м
- Высота: 2.8278 м (Breda 25 Idro – 3,60 м)
- Площадь крыла: 25 м²
- Масса пустого: 788 кг
- Максимальная взлётная масса: 2 288 кг
- Силовая установка: 1 × Alfa Romeo D2 9-цилиндровый, звездообразный, воздушного охлаждения
- Мощность двигателей: 1 × 240 л. с. (1 × 180 кВт)
- Воздушный винт: двухлопастный

Лётные характеристики
- Максимальная скорость: 205 км/ч
- Крейсерская скорость: 195 км/ч (Breda 25 Idro – 150 км/ч)
- Скорость сваливания: 71 км/ч (Breda 25 Idro – 90 км/ч)
- Практическая дальность: 500 км
- Практический потолок: 7 500 м
- Скороподъёмность: 2,87 м/с